# Nagy Gyula (rajzfilmrendező)
Nagy Gyula Ottó (Sajószentpéter, 1961. szeptember 1.) animációsfilm-rendező, író, forgatókönyvíró, tervező, grafikus.

## Pályafutása
Kazincbarcikán nőtt fel, ott járt általános és középiskolába. Fiatalon a városi amatőr filmes klubban, a Kamera filmkörben ismerkedett meg a mozgófényképezéssel, és itt készítette kísérleti jelleggel első filmjét 8 milliméteres fordítós filmre, amelyet házi laboreljárással saját maga dolgozott ki. Amatőr filmesként gyakran szerepelt megyei, országos és nemzetközi filmfesztiválokon, ahol eredményeket ért el.
A középiskolában azt tűzte ki célul, hogy orvos lesz, de - amatőr filmes sikerei miatt - az érettségi vizsga után inkább a budapesti Magyar Iparművészeti Főiskola animációs szakára jelentkezett, ahová sikeresen fel is vették. Diplomamunkája a Csillagok háborúja című film Star Mors címen történő közeg- és történetváltás általi továbbformálása volt. A Süti című, élőszereplővel kombinált művét, melyet 16 mm-es filmre fényképezett, később a Pannónia Filmstúdió kecskeméti műterme "vette át" és 35 mm-esre nagyított, vágott verzióban tárt a nagyközönség elé.
Ujjhullám című kisfilmjével részt vett az 1987-es cannes-i filmfesztiválon. A Magyar Televízió számára nagysikerű animációs sorozatokat készített a '80-as évek végétől kezdődően (Krisztofóró, Kék egér). A sorozatok elkészítésében elsősorban rendezőként és forgatókönyvíróként vett részt. Később a Varga Stúdió megbízásából forgatókönyveket írt, és megismerkedett a számítógépes animációval. Néhány éves reklámfilmes kitérő után a magyar Stormregion szoftverfejlesztő cég munkatársaként több számítógépes játék (Codename: Panzers, Rush for Berlin) ingame forgatókönyveinek megírásában és pályáinak fejlesztésében vett részt. 2010 végén visszatért Kazincbarcikára, ahol gyermekeknek tart rajzszakköröket, illetve alkotómunkát végez.

## Filmjei
- Süti (1984)
- 100 folk Celsius – Lego (1986)
- ÁB alabárdos (1986)
- Puding (1986)

### Kisfilmek
- Ujjhullám – kézanimációs kisfilm, 1984. – Író, tervező, rendező, animátor, zeneszerző.

### Animációs sorozatok
- Krisztofóró – animációs TV mesesorozat, 1989-1994. (4 évad, 52. epizód) – Rendező, forgatókönyvíró.
- Kék egér – animációs TV mesesorozat, 1997-1998. (2 évad, 26. epizód) – Rendező, forgatókönyvíró.